# Neomitranthes pereireana
Neomitranthes pereireana är en myrtenväxtart som först beskrevs av Joáo Rodrigues de Mattos och Carlos Maria Diego Enrique Legrand, och fick sitt nu gällande namn av M.C.Souza och Marcos Sobral. Neomitranthes pereireana ingår i släktet Neomitranthes och familjen myrtenväxter. Inga underarter finns listade i Catalogue of Life.